# Mycetia hainanensis
Mycetia hainanensis är en måreväxtart som beskrevs av Hsien Shui Lo. Mycetia hainanensis ingår i släktet Mycetia och familjen måreväxter.
Artens utbredningsområde är Hainan (Kina). Inga underarter finns listade i Catalogue of Life.